# 865 TCN
865 TCN là một năm trong lịch La Mã.